# Kapoxó
Kapoxó (Capocho, Kaposhó, Capoxó, Kaposó), pleme američkih Indijanaca nastanjenih u području duž rijeke río Arassuaí u istočnobrazilskoj državi Minas Gerais. Kapoxo jezično pripadaju porodici Machacalian te su srodni ostalim njihovim plemenima među kojima se razlikuje nekoliko jezika ili dijalekata. -Istoimeni jezik kapoxo je vjerojatno nestao.